# Attalea magdalenica
Attalea magdalenica là loài thực vật có hoa thuộc họ Arecaceae. Loài này được (Dugand) Zona mô tả khoa học đầu tiên năm 2002.